# Vallière
Vallière é uma comuna francesa na região administrativa da Nova Aquitânia, no departamento de Creuse. Estende-se por uma área de 48,42 km². Em 2010 a comuna tinha 736 habitantes (densidade: 15,2 hab./km²).